# Hoa xuân ca
Hoa xuân ca là một chương trình đại nhạc hội do Đài truyền hình Việt Nam sản xuất, được phát sóng vào lúc 20 giờ tối ngày 28 hoặc 29 Tết hằng năm trên các kênh sóng của VTV từ năm 2023 đến nay.

## Nội dung
Hoa xuân ca lan tỏa những cảm xúc thiêng liêng, khơi gợi niềm nỗi thương của mỗi người khi hướng về quê hương và tình thân gia đình trong dịp Tết. Đại nhạc hội là thời điểm bùng nổ của âm thanh, màu sắc, vũ đạo và nhiều phương thức trình diễn đều tập trung vào Tết.

## Sản xuất
Tên gọi của chương trình được lựa chọn dựa theo tựa đề của bài hát cùng tên của nhạc sĩ Trịnh Công Sơn.

### Mùa đầu tiên (2023)
Mùa đầu tiên của chương trình do Trần Thanh Phương làm đạo diễn âm nhạc, Phạm Hoàng Nam và Trần Anh Phương làm đạo diễn sân khấu, cùng với sự xuất hiện của các ca sĩ Mỹ Tâm, Trần Thu Hà, Đen Vâu, Tùng Dương, Thu Minh, Hồ Ngọc Hà, Soobin Hoàng Sơn, Phan Mạnh Quỳnh, Hoàng Thùy Linh, Uyên Linh, Văn Mai Hương, Ngọc Mai, Hà Lê, Bùi Lan Hương, Lân Nhã, Phương Mỹ Chi... Quốc Khánh và Jennifer Phạm là người dẫn chương trình mùa đầu tiên. Mùa đầu tiên của chương trình được phát sóng vào lúc 20 giờ 10 phút ngày 20 tháng 1 năm 2023 (tức ngày 29 tháng Chạp năm Nhâm Dần) trên các kênh VTV1 và VTV3.

### Mùa thứ hai (2024)
Mùa thứ hai của chương trình có chủ đề "Hành trình trở về". Chương trình ghi hình liên tục trong 6 ngày cùng với 100 thành viên trong ekip, 23 ca khúc và hơn 30 nghệ sĩ tham dự chương trình. Sân khấu của chương trình được đầu tư quy mô, hoành tráng mang đậm sắc màu dân gian đương đại; được thiết kế bởi năm con đường cùng dẫn đến sân khấu trung tâm truyền đi thông điệp mọi ngả đường đều kết nối con người Việt trở về ngôi nhà thân thương của mình. Chương trình có sự góp mặt của các nghệ sĩ nổi tiếng như Kim Tử Long, Hồ Ngọc Hà, Mỹ Tâm, Trần Thu Hà, Đen Vâu, Tùng Dương, Thu Phương, Issac, Phan Mạnh Quỳnh, Tăng Duy Tân, Phương Mỹ Chi, Văn Mai Hương, Uyên Linh, Hồ Quỳnh Hương, Hoàng Thùy Linh, Hòa Minzy, Hoàng Hải, Mono, Binz... Quốc Khánh và Thụy Vân là người dẫn chương trình mùa thứ hai. VPBank là nhà tài trợ chính cho chương trình. Khi được tham gia dẫn dắt chương trình, Thụy Vân từng nói:
| “          | Tôi thấy may mắn và vinh dự khi được tin tưởng giao vai trò người dẫn chương trình bên cạnh biên tập viên Quốc Khánh cho chương trình Tết mang tên Hoa Xuân ca 2024. Chương trình được ghi hình liên tục 5 ngày từ sáng đến đêm. Toàn bộ ekip đã làm việc không ngừng nghỉ, có những ngày khi tôi về đến khách sạn đã là 2 giờ sáng. | ” |
| — Thụy Vân | |   |

 Trước khi vào phần trình diễn của mình, nữ ca sĩ Hồ Ngọc Hà đã phải cắt phăng chiếc váy bạc triệu của mình đến 2 lần để có thể thoải mái trình diễn. Mùa thứ hai của chương trình được phát sóng vào lúc 20 giờ 10 phút ngày 8 tháng 2 năm 2024 (tức ngày 29 tháng Chạp năm Quý Mão) trên VTV1, VTV3, VTV8, VTV9 và VTV Cần Thơ.

### Mùa thứ ba (2025)
Mùa thứ ba của chương trình do Nguyễn Diệp Chi viết kịch bản và làm Giám đốc sáng tạo, Trần Thanh Phương và Hồ Hoài Anh làm Giám đốc âm nhạc, Phạm Hoàng Nam và Nguyễn Khải Anh làm đạo diễn sân khấu, Quốc Khánh và Jennifer Phạm là người dẫn chương trình mùa thứ ba. Chương trình có sự tham gia của các nghệ sĩ như Tuấn Ngọc, Thanh Lam, Mỹ Tâm, Hồ Ngọc Hà, Hồ Quỳnh Hương, Đen Vâu, Ngọc Anh, Rhymastic, Isaac, Lân Nhã, Quốc Thiên, Uyên Linh, Hương Tràm, Thùy Chi, Nguyễn Anh Tú, Thanh Duy, Tăng Phúc, Bùi Công Nam, MONO, Trang Pháp, Ly Ly, Dương Hoàng Yến, Phương Mỹ Chi, Kiều Anh, Linh Nga… VietinBank, Yakult và Petrolimex là những đơn vị đồng hành cùng chương trình. Mùa thứ ba của chương trình gồm 19 tiếc mục nghệ thuật chia làm ba chương: Xuân thời, Xuân tâm và Xuân sắc. Mùa thứ ba của chương trình được phát sóng vào lúc 20 giờ 10 phút ngày 27 tháng 1 năm 2025 (tức ngày 28 tháng Chạp năm Giáp Thìn) trên VTV1, VTV3, VTV8, VTV9 và VTV Cần Thơ.

## Chủ đề của chương trình
- 2024: Hành trình trở về[11]

## Nhà tài trợ
- Clear (Unilever Việt Nam) (2023)
- VPBank (2024)[40]
- VietinBank (2025)[36]
- Yakult (2025)[36]
- Petrolimex (2025)

## Giải thưởng
| Năm  | Giải thưởng  | Hạng mục                      | (Người) đề cử | Kết quả   | Tham khảo |
| ---- | ------------ | ----------------------------- | ------------- | --------- | --------- |
| 2023 | Ấn tượng VTV | Chương trình sáng tạo của năm | —             | Đoạt giải | [ 41 ]    |
| 2024 | Ấn tượng VTV | Chương trình sáng tạo của năm | —             | Đề cử     |           |